# Liste des épisodes de D.Gray Man
Cet article est un complément de l’article sur le manga D.Gray-man. Il contient la liste des épisodes de l'anime de D.Gray-man.

## Génériques
Saison 1 :
- Opening

Épisodes 1 à 25 : Abingdon Boys School - Innocent Sorrow

Épisodes 26 à 51 : Nami Tamaki - Brightdown

- Ending

Épisodes 1 à 13 : Nirgilis - Snow Kiss

Épisodes 14 à 25 : June - Pride of Tomorrow

Épisodes 26 à 38 : Surface - Yume no Tsuduki he

Épisodes 39 à 51 : Nana Kitade - Antoinette Blue
Saison 2 :
- Opening

Épisodes 52 à 76 : Access - Doubt & Trust

Épisodes 77 à 103 : UVERworld - Gekidou
- Ending

Épisodes 52 à 64 : Rie fu - Anata ga Koko ni iru Riyu

Épisodes 65 à 76 : Sowelu - Wish

Épisodes 77 à 90 : Mai Hoshimura - Regret

Épisodes 91 à 103 : Stephanie - Changin
Saison 3 : D Gray man Hallow
- Opening

Episode 104 à 116 : Lenny Code Fiction - Key -bring it on, my Destiny-

## Liste des opening
| no | Titre                        | Artiste              | Épisodes  |
| -- | ---------------------------- | -------------------- | --------- |
| 1  | Innocent Sorrow              | Abingdon Boys School | 1 à 25    |
| 2  | Brightdown                   | Nami Tamaki          | 26 à 51   |
| 3  | Doubt & Trust                | Access               | 52 à 76   |
| 4  | Gekidou                      | UVERworld            | 77 à 103  |
| 5  | Key -bring it on, my Destiny | Lenny Code Fiction   | 104 à 116 |

## Liste des épisodes
|  | Épisodes fillers (hors series) |

### Saison 1
| No                   | Titre français                                  | Titre japonais              | Titre japonais                   | Date de 1re diffusion |
| No                   | Titre français                                  | Kanji                       | Rōmaji                           | Date de 1re diffusion |
| -------------------- | ----------------------------------------------- | --------------------------- | -------------------------------- | --------------------- |
| 1                    | Le jeune chasseur d'Akuma                       | アクマを狩る少年            | Akuma o karu shōnen              | 3 octobre 2006        |
| [Chapitre 1-4]       |                                                 |                             |                                  |                       |
| 2                    | La Congrégation de l'Ombre                      | 黒の教団                    | Kuro no kyōdan                   | 10 octobre 2006       |
| [Chapitres 5 à 7]    |                                                 |                             |                                  |                       |
| 3                    | Le fantôme de Matera                            | マテールの亡霊              | Matēru no bōrei                  | 17 octobre 2006       |
| [Chapitres 8 à 10]   |                                                 |                             |                                  |                       |
| 4                    | Le vieil homme et l'aria d'une triste nuit      | 土翁と空夜のアリア          | Tsuchiokina to kūya no aria      | 24 octobre 2006       |
| [Chapitres 11 à 13]  |                                                 |                             |                                  |                       |
| 5                    | Chante-moi une berceuse !                       | 子守唄を聞かせて            | Komoriuta o kikasete             | 31 octobre 2006       |
| [Chapitres 13 à 16]  |                                                 |                             |                                  |                       |
| 6                    | Celui qui apporte le malheur                    | 災いを呼ぶもの              | Wazawai o yobu mono              | 7 novembre 2006       |
| /                    |                                                 |                             |                                  |                       |
| 7                    | Le tombeau des souvenirs                        | 記憶の墓標                  | Kioku no bohyō                   | 14 novembre 2006      |
| /                    |                                                 |                             |                                  |                       |
| 8                    | La destruction de la Congrégation de l'ombre ?! | 黒の教団壊滅事件!?          | Kuro no kyōdan kaimetsu jiken!?  | 21 novembre 2006      |
| [Chapitres 17-18]    |                                                 |                             |                                  |                       |
| 9                    | La ville à rebours !                            | 巻き戻しの街                | Makimodoshi no machi             | 28 novembre 2006      |
| [Chapitres 19-20]    |                                                 |                             |                                  |                       |
| 10                   | L'Innocence de la malchanceuse                  | 不幸な女のイノセンス        | Fukō na onna no inosensu         | 5 décembre 2006       |
| [Chapitres 20 à 22]  |                                                 |                             |                                  |                       |
| 11                   | Les sentiments de Miranda Lotto                 | ミランダ・ロットーの思い    | Miranda Rottō no omoi            | 12 décembre 2006      |
| [Chapitres 23-24]    |                                                 |                             |                                  |                       |
| 12                   | Et la neige tomba sur la ville...               | そして街に雪が降り…         | Soshite machi ni yuki ga furi... | 19 décembre 2006      |
| [Chapitres 24 à 26]  |                                                 |                             |                                  |                       |
| 13                   | Avec l'uniforme !                               | 団服(コート)と共に          | Kōto to tomo ni                  | 26 décembre 2006      |
| [Chapitres 27-28...] |                                                 |                             |                                  |                       |
| 14                   | L'arbre de résurrection                         | 復活の葉                    | Fukkatsu no ha                   | 9 janvier 2007        |
| 15                   | Au-delà de la tempête                           | 吹雪の果て                  | Fubuki no hate                   | 16 janvier 2007       |
| 16                   | L'Épée millénaire                               | 千年の剣士                  | Sennen no kenshi                 | 23 janvier 2007       |
| 17                   | L'honneur des guerriers                         | 剣士達の誇り                | Kenshitachi no hokori            | 30 janvier 2007       |
| 18                   | Lenalee amoureuse                               | リナリーの恋                | Rinarī no koi                    | 6 février 2007        |
| 19                   | Le vampire du château hanté                     | 古城の吸血鬼                | Kojō no kyūketsuki               | 13 février 2007       |
| 20                   | Courage, Exorcistes !                           | がんばれエクソシスト様      | Ganbare Ekusoshisuto-sama        | 20 février 2007       |
| 21                   | Krory attaque                                   | クロウリー、襲撃            | Kurōrī, shūgeki                  | 27 février 2007       |
| 22                   | Le vrai visage d'Eliade                         | エリアーデの真実            | Eriāde no shinjitsu              | 6 mars 2007           |
| 23                   | Le vampire que j'aimais                         | ワタシが愛した吸血鬼        | Watashi ga aishita kyūketsuki    | 13 mars 2007          |
| 24                   | Un nouveau départ pour Krory                    | クロウリー旅立ち            | Kurōrī tabidachi                 | 20 mars 2007          |
| 25                   | Les Chaînes du Maréchal                         | 元帥の鎖                    | Gensui no kusari                 | 27 mars 2007          |
| 26                   | Dernier acte, lever de rideau                   | 終末への幕開け              | Shūmatsu e no Makuake            | 3 avril 2007          |
| 27                   | Le Maréchal Cross, mon maître                   | わが師、クロス元帥          | Waga shi, Kurosu gensui          | 10 avril 2007         |
| 28                   | Krory, l'Exorciste                              | エクソシスト・クロウリー    | Ekusoshisuto Kurōrī              | 17 avril 2007         |
| 29                   | Le marchand d'âmes (1re partie)                 | 魂を売る者・前編            | Tamashii o uru mono - zenpen     | 24 avril 2007         |
| 30                   | Le marchand d'âmes (2e partie)                  | 魂を売る者・後編            | Tamashii wo uru mono - kōhen     | 1er mai 2007          |
| 31                   | Miranda égarée                                  | 迷子のミランダ              | Maigo no Miranda                 | 8 mai 2007            |
| 32                   | Le bateau fantôme                               | なぞの幽霊船                | Nazo no yūreisen                 | 15 mai 2007           |
| 33                   | Le village de la sorcière (1re partie)          | 魔女の棲む村・前編          | Majo no sumu mura - zenpen       | 22 mai 2007           |
| 34                   | Le village de la sorcière (2e partie)           | 魔女の棲む村・後編          | Majo no sumu mura - kōhen        | 29 mai 2007           |
| 35                   | L'Exorciste du vent                             | 風をまとうエクソシスト      | Kaze o matō ekusoshisuto         | 5 juin 2007           |
| 36                   | Le voile des ténèbres                           | 闇の帳                      | Yami no tobari                   | 12 juin 2007          |
| 37                   | La clochette de la charité                      | 隣人の鐘 ～チャリティベル～ | Rinjin no kane ~chariti beru~    | 19 juin 2007          |
| 38                   | Le Maréchal Tiedoll                             | フロワ・ティエドール        | Furowa Tiedōru                   | 26 juin 2007          |
| 39                   | Le tombeau du silence                           | 沈黙の棺                    | Chinmoku no hitsugi              | 3 juillet 2007        |
| 40                   | Le requiem de la rose                           | 鎮魂の薔薇                  | Chinkon no bara                  | 10 juillet 2007       |
| 41                   | Le nouveau tueur                                | 新たなる刺客                | Arata naru shikyaku              | 17 juillet 2007       |
| 42                   | Le piège du chat noir                           | 黒猫の罠                    | Kuroneko no wana                 | 24 juillet 2007       |
| 43                   | La statue errante                               | さまよえる石像              | Samayoeru sekizō                 | 31 juillet 2007       |
| 44                   | La servante aux éventails d'acier               | 鉄扇の侍女                  | Tessen no jijo                   | 7 août 2007           |
| 45                   | Le manoir de l'étrange                          | 奇妙な館                    | Kimyō na yakata                  | 14 août 2007          |
| 46                   | Mirages dans la neige                           | 白銀の幻影                  | Shirogane no gen'ei              | 21 août 2007          |
| 47                   | La fille à la boule de cristal                  | 水晶の少女                  | Suishō no shōjo                  | 28 août 2007          |
| 48                   | Les hésitations d'une Compatible                | 揺れる適合者                | Yureru tekigōsha                 | 4 septembre 2007      |
| 49                   | Le grelot de mademoiselle Lulubelle             | ルル＝ベル様                | Ruru Beru sama                   | 11 septembre 2007     |
| 50                   | Aveuglement                                     | 一途な想い                  | Ichizuna omoi                    | 18 septembre 2007     |
| 51                   | Cap vers l'Est                                  | 出航、東へ                  | Shukkō, higashi e                | 25 septembre 2007     |

### Saison 2
| No                    | Titre français                                           | Titre japonais         | Titre japonais               | Date de 1re diffusion |
| No                    | Titre français                                           | Kanji                  | Rōmaji                       | Date de 1re diffusion |
| --------------------- | -------------------------------------------------------- | ---------------------- | ---------------------------- | --------------------- |
| 52                    | Assaut                                                   | 来襲                   | Raishū                       | 2 octobre 2007        |
| 53                    | Déchu                                                    | 咎落ち                 | Togaochi                     | 9 octobre 2007        |
| 54                    | Le commencement de la dernière nuit                      | 終わりの夜のはじまり   | Owari no Yoru no Hajimari    | 16 octobre 2007       |
| 55                    | Hurlement                                                | 叫び                   | Sakebi                       | 23 octobre 2007       |
| 56                    | Suppression                                              | デリート               | Derīto                       | 30 octobre 2007       |
| 57                    | Perte et réunion                                         | 消失と総会             | Shōshitsu to sōkai           | 6 novembre 2007       |
| 58                    | Le quartier général de la branche Asie                   | アジア支部             | Ajia Shibu                   | 13 novembre 2007      |
| 59                    | La voie du serment                                       | 誓いの道               | Chikai no Michi              | 20 novembre 2007      |
| 60                    | « Titre »                                                | 題名 -タイトル-        | Taitoru                      | 27 novembre 2007      |
| 61                    | Un naufrage obscur                                       | 沈む黒                 | Shizumu kuro                 | 4 décembre 2007       |
| 62                    | La sainte sombrant dans les ténèbres                     | 闇に堕ちた聖女         | Yami ni Ochita Seijo         | 11 décembre 2007      |
| 63                    | Le bateau de la sérénité et la fille qui ne revenait pas | 船斑ぎ少女戻らず       | Fune Modorogi Shōjo Modorazu | 18 décembre 2007      |
| 64                    | Message                                                  | メッセージ             | Messēji                      | 25 décembre 2007      |
| 65                    | Accostage                                                | 上陸                   | Jōriku                       | 8 janvier 2008        |
| 66                    | Perturbation et impatience                               | 困惑と焦燥             | Konwaku to Shōsō             | 15 janvier 2008       |
| 67                    | Vers Edo                                                 | 江戸へ                 | Edo e                        | 22 janvier 2008       |
| 68                    | Silence                                                  | 沈黙                   | Chinmoku                     | 29 janvier 2008       |
| 69                    | Invasion                                                 | 侵入                   | Shinnyū                      | 5 février 2008        |
| 70                    | Le Clown de Dieu                                         | 神の道化               | Kami no Dōke                 | 12 février 2008       |
| 71                    | Le nom signé                                             | 記された名前           | Shirusareta Namae            | 19 février 2008       |
| 72                    | La bataille décisive                                     | 帝都決戦               | Teito Kessen                 | 26 février 2008       |
| 73                    | Kanda engage le combat                                   | 神田、参戦             | Kanda, sansen                | 4 mars 2008           |
| 74                    | L'anéantissement d'Edo                                   | 江戸消滅               | Edo Shōmetsu                 | 11 mars 2008          |
| 75                    | Le Clown et Auguste                                      | クラウンとオーギュスト | Kuraun to Ōgyusuto           | 18 mars 2008          |
| 76                    | La clé et la porte des Noah                              | 鍵とノアの扉           | Kagi to Noa no Tobira        | 25 mars 2008          |
| 77                    | La chambre de Skin Borik                                 | スキン･ボリック･ルーム | Sukin Borikku Rūmu           | 1er avril 2008        |
| 78                    | Interdit, trois illusions                                | 禁忌､三幻式            | Kinki, Sangenshiki           | 8 avril 2008          |
| 79                    | La mémoire des Noah                                      | ノアズ メモリー        | Noazu Memorī                 | 15 avril 2008         |
| 80                    | Le piège des jumeaux                                     | ツインズトラップ       | Tsuinzu Torappu              | 22 avril 2008         |
| 81                    | La crise des dettes                                      | 借金クライシス         | Shakkin Kuraishisu           | 29 avril 2008         |
| 82                    | Mauvais jeu                                              | バッドゲーム           | Baddo Gēmu                   | 6 mai 2008            |
| 83                    | Jasdebi, entre                                           | ジャスデビ、登場       | Jasudebi, Tōjō               | 13 mai 2008           |
| 84                    | Krory ensanglanté                                        | ブラッディ・クロウリー | Buraddi Kurōrī               | 20 mai 2008           |
| 85                    | Sombre rhapsody                                          | 闇色ラプソディー       | Yami iro Rapusodī            | 27 mai 2008           |
| 86                    | Une personne faible                                      | ヨワキ ヒト            | Yowaki Hito                  | 3 juin 2008           |
| 87                    | Point critique                                           | 臨界者                 | Rinkaisha                    | 10 juin 2008          |
| 88                    | Lavi                                                     | ラビ                   | Rabi                         | 17 juin 2008          |
| 89                    | La voix de l'obscurité                                   | 闇の声                 | Yami no koe                  | 24 juin 2008          |
| 90                    | Le carnaval noir                                         | ブラックカーニバル     | Burakku Kānibaru             | 1er juillet 2008      |
| 91                    | Jugement                                                 | ジャッジメント         | Jajjimento                   | 8 juillet 2008        |
| [Chapitres 127 à 130] |                                                          |                        |                              |                       |
| 92                    | L'ombre du musicien                                      | 奏者の影               | Sōsha no kage                | 15 juillet 2008       |
| [Chapitres 129 à 132] |                                                          |                        |                              |                       |
| 93                    | Mélodie                                                  | 旋律                   | Senritsu                     | 22 juillet 2008       |
| [Chapitres 132 à 134] |                                                          |                        |                              |                       |
| 94                    | Retour au pays                                           | 帰郷                   | Kikyō                        | 29 juillet 2008       |
| [Chapitres 134 à 135] |                                                          |                        |                              |                       |
| 95                    | Le mouton et le chien                                    | 羊と犬                 | Hitsuji to inu               | 5 août 2008           |
| [Chapitres 135 à 136] |                                                          |                        |                              |                       |
| 96                    | Déjà les aiguilles du temps vont de l'avant              | だが進む刻の針         | Daga susumu koku no hari     | 12 août 2008          |
| [Chapitres 136 à 138] |                                                          |                        |                              |                       |
| 97                    | L'attaque du quartier général                            | 本部襲撃               | Honbu Shūgeki                | 19 août 2008          |
| [Chapitres 138 à 140] |                                                          |                        |                              |                       |
| 98                    | La force des généraux                                    | 元帥の力               | Gensui no Chikara            | 26 août 2008          |
| [Chapitres 139 à 142] |                                                          |                        |                              |                       |
| 99                    | Le désir de Noah                                         | 色のノア               | Shiki no Noa                 | 2 septembre 2008      |
| [Chapitres 142 à 144] |                                                          |                        |                              |                       |
| 100                   | Niveau 4                                                 | レベル4                | Reberu 4                     | 9 septembre 2008      |
| [Chapitres 145 à 148] |                                                          |                        |                              |                       |
| 101                   | Au dieu que je déteste                                   | 大嫌いな神様へ         | Daikirai na kami-sama e      | 16 septembre 2008     |
| [Chapitres 148 à 151] |                                                          |                        |                              |                       |
| 102                   | Échange de promesses                                     | 約束のコトバ           | Yakusoku no Kotoba           | 23 septembre 2008     |
| [Chapitres 152 à 154] |                                                          |                        |                              |                       |
| 103                   | Résonnant dans le long matin                             | 長い朝に響く           | Nagai asa ni hibiku          | 30 septembre 2008     |
| [Chapitres 154 à 158] |                                                          |                        |                              |                       |

### Saison 3: D.Gray-man Hallow
| No                    | Titre français                                    | Titre japonais   | Titre japonais       | Date de 1re diffusion |
| No                    | Titre français                                    | Kanji            | Rōmaji               | Date de 1re diffusion |
| --------------------- | ------------------------------------------------- | ---------------- | -------------------- | --------------------- |
| 104                   | Le Quatorzième                                    | 14番目           | Jūyon Banme          | 4 juillet 2016        |
| [Chapitres 165 à 169] |                                                   |                  |                      |                       |
| 105                   | Lonely Boy                                        | ロンリーボーイ   | Ronrī Bōi            | 11 juillet 2016       |
| [Chapitres 169 à 177] |                                                   |                  |                      |                       |
| 106                   | Il suffit de se laver le visage                   | 顔を洗えば大丈夫 | Kao o araeba daijōbu | 18 juillet 2016       |
| [Chapitres 177 à 183] |                                                   |                  |                      |                       |
| 107                   | Le sang de la Guerre Sainte                       | 聖戦ブラッド     | Seisen Buraddo       | 25 juillet 2016       |
| [Chapitres 184 à 188] |                                                   |                  |                      |                       |
| 108                   | Alma Karma                                        | アルマ＝カルマ   | Aruma Karuma         | 1er août 2016         |
| [Chapitres 188 à 190] |                                                   |                  |                      |                       |
| 109                   | Friend                                            | friend           | Furendo              | 8 août 2016           |
| [Chapitres 190 à 192] |                                                   |                  |                      |                       |
| 110                   | La vérité sur la fleur qui ne donne pas de fruits | 徒花の真実       | Adabana no Shinjitsu | 15 août 2016          |
| [Chapitres 192 à 195] |                                                   |                  |                      |                       |
| 111                   | Réveil                                            | 覚醒             | Kakusei              | 22 août 2016          |
| [Chapitres 195 à 198] |                                                   |                  |                      |                       |
| 112                   | Little Goodbye                                    | リトル・グッバイ | Ritoru Gubai         | 29 août 2016          |
| [Chapitres 198 à 201] |                                                   |                  |                      |                       |
| 113                   | Pêcheur désespéré                                 | 絶望の罪人       | Zetsubō no Zainin    | 5 septembre 2016      |
| [Chapitres 201 à 203] |                                                   |                  |                      |                       |
| 114                   | Celui qui agit dans l'ombre                       | 隠されたもの     | Kakusareta mono      | 12 septembre 2016     |
| [Chapitres 203 à 205] |                                                   |                  |                      |                       |
| 115                   | My Home                                           | My Home          | Mai Hōmu             | 19 septembre 2016     |
| [Chapitre 205]        |                                                   |                  |                      |                       |
| 116                   | Walker                                            | ウォーカー       | Wōkā                 | 26 septembre 2016     |
| [Chapitre 206 à 208]  |                                                   |                  |                      |                       |

## Sorties DVD au Japon

### Saison 1
Éditée au format DVD au Japon, par Aniplex, entre le 7 février 2007 et le 6 février 2008, en treize volumes, sous le nom de D.Gray-Man.
| Volumes   | Date             | Disques | Épisodes |
| --------- | ---------------- | ------- | -------- |
| Volume 1  | 7 février 2007   | 1       | 1-4      |
| Volume 2  | 7 mars 2007      | 1       | 6-8      |
| Volume 3  | 4 avril 2007     | 1       | 9-12     |
| Volume 4  | 2 mai 2007       | 1       | 13-16    |
| Volume 5  | 6 juin 2007      | 1       | 17-20    |
| Volume 6  | 4 juillet 2007   | 1       | 21-24    |
| Volume 7  | 1er août 2007    | 1       | 25-28    |
| Volume 8  | 5 septembre 2007 | 1       | 29-32    |
| Volume 9  | 3 octobre 2007   | 1       | 33-36    |
| Volume 10 | 7 novembre 2007  | 1       | 37-40    |
| Volume 11 | 5 décembre 2007  | 1       | 41-44    |
| Volume 12 | 1er janvier 2008 | 1       | 45-48    |
| Volume 13 | 6 février 2008   | 1       | 49-51    |

### Saison 2
Éditée au format DVD au Japon, par Aniplex, entre le 5 mars 2008 et le 4 mars 2009, en treize volumes, sous le nom D.Gray-Man 2nd Stage.
| Volumes   | Date             | Disques | Épisodes |
| --------- | ---------------- | ------- | -------- |
| Volume 1  | 5 mars 2008      | 1       | 52-55    |
| Volume 2  | 2 avril 2008     | 1       | 56-59    |
| Volume 3  | 9 mai 2008       | 1       | 60-63    |
| Volume 4  | 4 juin 2008      | 1       | 64-67    |
| Volume 5  | 2 juillet 2008   | 1       | 68-71    |
| Volume 6  | 6 août 2008      | 1       | 72-75    |
| Volume 7  | 3 septembre 2008 | 1       | 76-79    |
| Volume 8  | 1er octobre 2008 | 1       | 80-83    |
| Volume 9  | 5 novembre 2008  | 1       | 84-87    |
| Volume 10 | 3 décembre 2008  | 1       | 88-91    |
| Volume 11 | 14 janvier 2009  | 1       | 92-95    |
| Volume 12 | 4 février 2009   | 1       | 96-99    |
| Volume 13 | 4 mars 2009      | 1       | 100-103  |

## Sorties DVD en France
Depuis janvier 2009, la série animée D.Gray-man est éditée en DVD par Kana Home Video. La série comporte pour l'instant in-fine cinq coffrets de deux DVD. La version disponible sur ces coffrets de deux DVD est la même que celle diffusée sur Game One.
- Version : version intégrale « non censurée »
- Choix de langue : Japonais / Français
- Sous-titres : Français/Néerlandais (désactivables).

| Volumes  | Date            | Disques | Épisodes | Bonus collector       |
| -------- | --------------- | ------- | -------- | --------------------- |
| Volume 1 | 30 janvier 2009 | 2       | 1-10     | Un livret collector   |
| Volume 2 | 8 avril 2009    | 2       | 11-20    | Un Sticker            |
| Volume 3 | 3 juin 2009     | 2       | 21-30    | Trois cartes postales |
| Volume 4 | 26 août 2009    | 2       | 31-40    | Un Mobile cleaner     |
| Volume 5 | 7 octobre 2009  | 2       | 41-51    | Six Magnets           |

## Sources
1. ↑   [vidéo] « D.Gray-man (Série télévisée 2006–2008) - Liste des épisodes - IMDb » (consulté le 3 mai 2025)

- (ja) « TV Tokyo D.Gray-man episode list » - Site Officiel de D.Gray Man
- (en) « Anime News Network » - Titres japonais de D.Gray Man
- (en) List Of D.Gray-man episodes - Wikipedia
- (fr) D.Gray-man sur le site Animeka Network